# Tarazona de la Mancha (kommunhuvudort)
Tarazona de la Mancha är en kommunhuvudort i Spanien.   Den ligger i provinsen Provincia de Albacete och regionen Kastilien-La Mancha, i den centrala delen av landet, 200 km sydost om huvudstaden Madrid. Tarazona de la Mancha ligger 722 meter över havet och antalet invånare är 6 514.
Terrängen runt Tarazona de la Mancha är platt. Runt Tarazona de la Mancha är det ganska tätbefolkat, med 129 invånare per kvadratkilometer. Närmaste större samhälle är Quintanar del Rey, 9,4 km norr om Tarazona de la Mancha. Trakten runt Tarazona de la Mancha består till största delen av jordbruksmark.